# モペットちゃんのおはなし
『モペットちゃんのおはなし』（The Story of Miss Moppet ;1906）は、ビアトリクス・ポター作の絵本である。

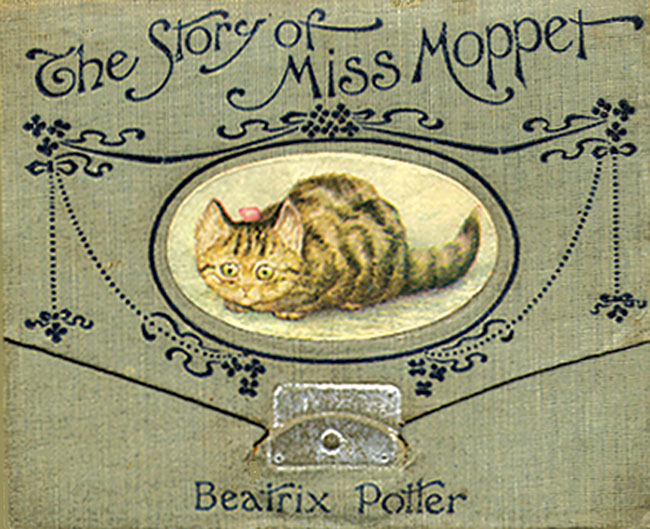

## あらすじ

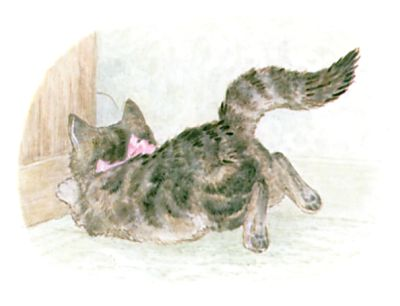

ねずみが戸棚の後ろから子猫のモペットをからかう。モペットはねずみに跳びかかるが、逃げられてしまい、戸棚に頭をぶつける。モペットは頭を布で包んで暖炉の前に座り込む。

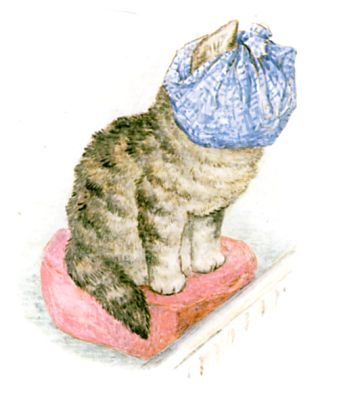

戸棚の上から様子を見ていたねずみはモペットに近づいてみる。

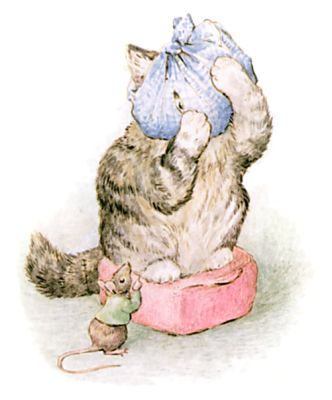

モペットは頭を押さえる振りをして布に開いていた穴から様子を窺っていたため、ねずみは捕まってしまう。モペットはからかわれた仕返しとばかりに、頭に巻いていた布でねずみを包んでボールのようにして遊ぶ。しかし、モペットが布を解いてみるとねずみは布に開いていた穴から逃げ出しており、戸棚の上で踊っていた。

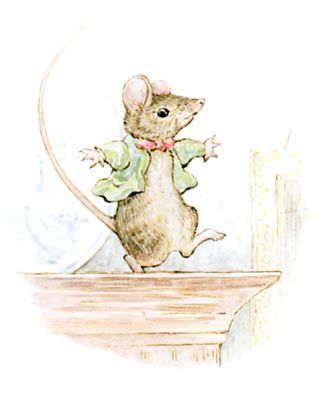